# آنتی‌متر (گروه موسیقی)
آنتی‌متر (به انگلیسی: Antimatter) یک گروه دارک راک انگلیسی است. این گروه در سال ۱۹۹٧ توسط دانکن پترسون (آهنگساز سابق / ترانه سرا آناتما) و میک ماس تشکیل شد. این زوج سه آلبوم را با هم منتشر کردند - Savior ، Lights Out و Planetary Confinement. اندکی پس از اتمام Planetary Confinement، پترسون برای راه اندازی گروه دیگری به نام left on ترک کرد. ماس ادامه داد و آلبوم چهارم پروژه ، Leaving Eden با تحت لیبل Music in Stone منتشر کرد.

## اعضا
- میک ماس
- دانکن پترسون

## ترانه شناسی

### آلبوم‌ها
- Saviour 2001
- Lights Out 2003
- Planetary Confinement 2005
- Leaving Eden 2007
- [۱] Fear Of A Unique Identity 2012

### آلبوم‌های تلفیقی
- Unreleased 1998-2003 2003
- Alternative Matter 2010

### آلبوم‌های زنده
- Live@K13 2004
- Live@An Club 2009